# (33152) 1998 DV12
1998 DV12 (asteroide 33152) é um asteroide da cintura principal. Possui uma excentricidade de 0.21956210 e uma inclinação de 14.13948º.
Este asteroide foi descoberto no dia 26 de fevereiro de 1998 por Paul G. Comba em Prescott.